# Kjell P. Dahlström
Per Erik Kjell Dahlström, känd som Kjell P. Dahlström, född 14 december 1938 i Sankt Görans församling i Stockholm, död 21 december 1997 i Tärenäs i Linderås församling i Jönköpings län, var en svensk travtränare som är mest känd som mannen bakom stjärnhästen Ina Scot.

## Biografi
Kjell P. Dahlström var son till ingenjören Per Dahlström (1909–2002) och sjuksköterskan Eva Norman (1910–2010).
Dahlström blev professionell travtränare 1981. Han hade tidigare varit polis och fick smeknamnet "Sheriffen". Han tog fram flera gulddivisionshästar och hade stora framgångar. Han var tränare på Mantorptravet i Östergötland. Bland annat blev hustrun Helen A. Johansson champion på banan med hjälp av stallets hästar. Hon är den första kvinnan i Sverige som tagit en sådan titel.
Dahlströms stora genombrott kom när stallets Ina Scot, ett sto med ganska enkel härstamning, började rada upp segrar. Hon tog 31 raka segrar under sin tre- och fyraårssäsong och vann storlopp på storlopp. Hon vann bland annat Svenskt Travkriterium, Drottning Silvias Pokal, Stochampionatet, Svenskt Travderby, Grand Prix l'UET och dubbla upplagor av Breeders' Crown med Dahlström i sulkyn. Hon segrade även i världens största travlopp Prix d'Amérique.

### Privatliv
Kjell P. Dahlström var gift första gången 1962–1965 med Gunilla Bergström (född 1942), med vilken han fick en dotter (född 1961). Andra gången var han gift 1965–1982 med Ulla Forsberg (född 1941), med vilken han fick en son (född 1965) och en dotter (född 1968). Tredje gången var han gift 1984–1995 med travkusken Helen A. Johansson (född 1961). Fjärde gången gifte han sig i september 1997 med Jessica Smedberg (1975-2018), som blev hans änka i december samma år.

### Död
Söndagen den 21 december 1997 körde Dahlström lopp på Jägersro. Efter det åttonde loppet, strax efter målgången, segnade han ihop och föll ur sulkyn. Han fördes med ambulans till sjukhuset, där han avled en timme senare av en hjärtattack, 59 år gammal.
Han är begravd på Tranås nya griftegård.